# Rifugio Valasco
Il rifugio Valasco è un rifugio alpino situato nell'omonima vallata (localmente detta Vallone), sotto il monte Matto, nel territorio del comune italiano di Valdieri (CN) e all'interno del Parco naturale delle Alpi Marittime.

## Storia
L'edificio sorse come reale casa di caccia nell'allora Riserva reale di caccia di Valdieri-Entracque, voluta da Vittorio Emanuele II nel 1857. L'edificio non fu però realizzato immediatamente: si stima che la sua costruzione risalga agli anni tra il 1880 ed il 1899, anno in cui si riscontra la prima notizia certa della sua esistenza.
Durante la prima guerra mondiale l'edificio venne requisito dall'esercito (con il consenso del re Vittorio Emanuele III) e trasformato in caserma, ruolo che mantenne fino al termine della seconda guerra mondiale. In questo periodo venne restaurato più volte, in particolare a seguito ad un incendio che causò la distruzione completa del tetto.
Al termine della seconda guerra mondiale, l'edificio fu abbandonato dai militari e tornò tra le proprietà di casa Savoia.
Il primo progetto della P.C.E. del 1954 (Piemonte Centrale di Elettricità, poi assorbita da Enel nel 1962), inerente agli impianti idroelettrici dell'alto Gesso, prevedeva una diga a gravità, ad andamento rettilineo alta 40 m (simile alla diga del lago della Piastra), creando un invaso di 16 milioni di m³. Avrebbe sommerso il rifugio Valasco e gran parte della piana, definita appunto " piana del Valasco"
Nel 1957 Jolanda di Savoia vendette l'edificio, oltre a tutti i possedimenti terrieri attorno al Valasco, alle nobildonne torinesi Giuseppina e Agatha Ferrarotto; dieci anni dopo gli subentrò la famiglia Rondolino di Vercelli e infine, nel 1970, la Società Agricola Stella Alpina del geometra Piero Lessona. Da allora, la reale casa di caccia è stata utilizzata a scopo agricolo e come ricovero di pastori, fino allo scoppio di un altro incendio che nel 1993 ne distrusse nuovamente il tetto.
La costruzione rimase abbandonata fino al 2002, quando iniziarono i lavori di ristrutturazione e ridestinazione. Il 13 luglio 2008 l'edificio, adibito a rifugio, è stato inaugurato ufficialmente.

## Caratteristiche e informazioni

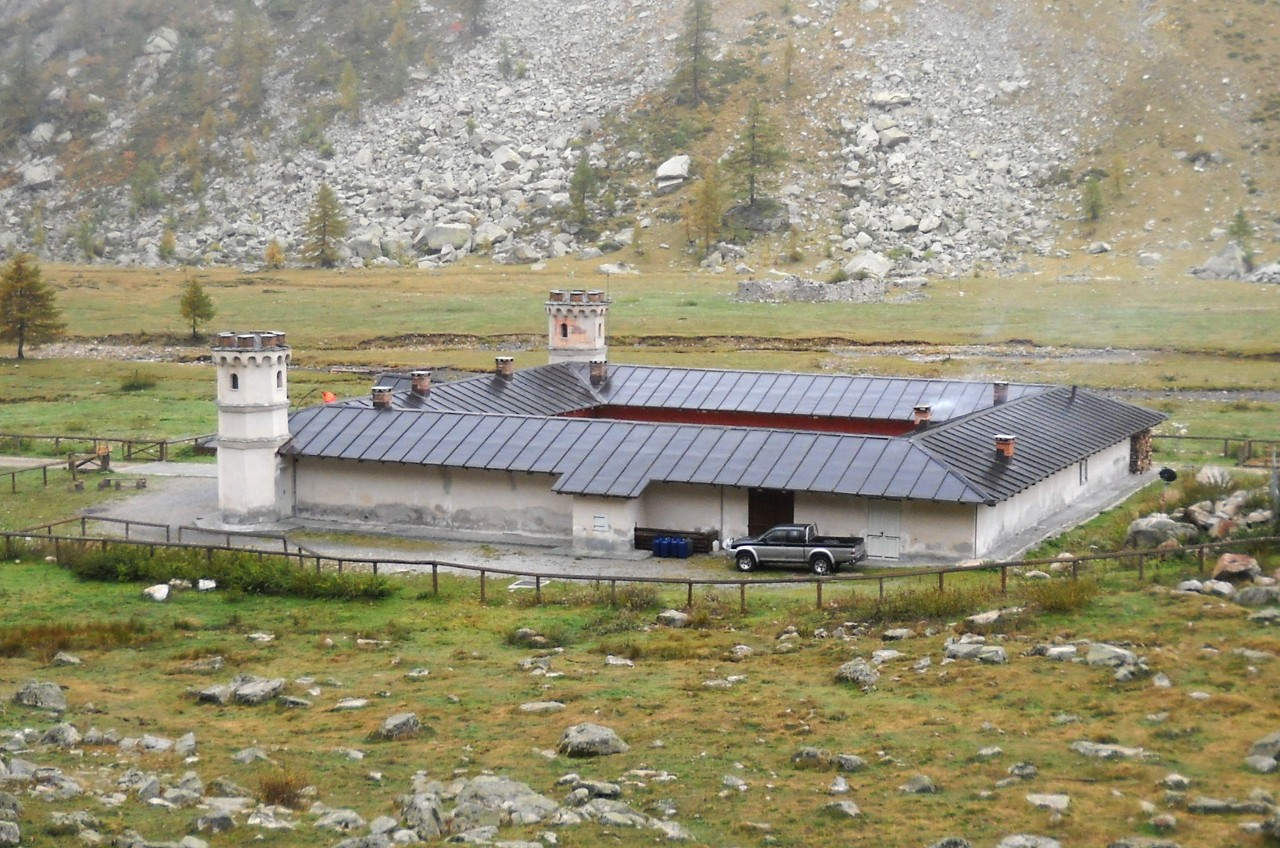
In quest'immagine è ben visibile la caratteristica struttura a corte centrale

L'edificio sorge al centro del vallone del Valasco, in mezzo ad una caratteristica torbiera, al di sotto del monte Matto. È costituito da una costruzione a pianta quadrata, ad un solo piano, con un cortile interno e due torrette ai lati della facciata.
All'interno, si incontrano dapprima il bar e la reception, quindi la sala da pranzo ed un vano adibito a soggiorno. Si trovano poi, dal lato cortile, quattro stanze a due o tre posti con bagno interno, ed alcune camerate comuni con servizi esterni, per un totale di 45 posti a dormire.
Il rifugio offre servizio di alberghetto, bar e ristorante, con cucina tipica occitana.
È aperto continuativamente dal 15 giugno al 15 settembre; nel restante periodo dell'anno opera nei fine settimana e per le vacanze di Natale e Pasqua. Rimane chiuso tra dicembre e metà febbraio circa a causa del rischio valanghe sul percorso di accesso.

## Accessi
L'accesso principale è dalla località Terme di Valdieri, dove termina la strada percorribile con mezzi privati. Da lì si segue la carrareccia (non carrozzabile) che risale il vallone di Valasco; in alternativa si percorre l'antico sentiero reale, fino a raggiungere il rifugio, nel giro di circa 1 ora o 1 ora e un quarto.
Il rifugio è raggiungibile anche dalla Francia partendo da Saint-Martin-Vésubie attraverso il col de Salèse, i laghi di Fremamorta ed il colletto Valasco, oppure partendo da Isola 2000 attraverso la bassa del Drouos, via rifugio Questa.

## Ascensioni
- Testa Malinvern (2939 m)

## Traversate
- al rifugio Dante Livio Bianco (1910 m) per il colle est della Paur o per il colle di Valmiana
- rifugio Questa (2388 m) - rifugio Malinvern (1839 m) per il colletto di Valscura
- al posto tappa di Boréon (1526 m) attraverso il passo di Préfouns (2620 m) e il colle di Saléses
- rifugio Regina Elena (1800 m) - rifugio Remondino (2430 m) per il Colletto di Valasco (2429 m) e il Pian della Casa (1743 m)
- al rifugio Bozano (2453 m) per il Colletto di Valasco (2429 m) e il Gias delle Mosche (1591 m)

Il rifugio si trova inoltre sul percorso dei seguenti sentieri:
- Grande Traversata delle Alpi
- Via Alpina (percorso rosso)
- Traversata del Parco naturale delle Alpi Marittime
- Traversata tourmarittime